# William Randolph Hearst
William Randolph Hearst (29. dubna 1863 – 14. srpna 1951) byl americký vydavatel novin, který vybudoval největší státní novinovou síť své doby. Svou kariéru započal roku 1887, kdy po svém otci převzal vedení bulvárních novin The San Francisco Examiner. Později vedl i The New York Journal. Pomáhal stvořit typ žurnalistiky zvaný žlutá žurnalistika.
Dvakrát za sebou byl za Demokraty zvolen do Sněmovny reprezentantů. V letech 1905 a 1909 se neúspěšně ucházel o pozici starosty New Yorku a roku 1906 o post guvernéra státu New York.
Jeho životní příběh byl inspirací při vytváření hlavní postavy filmu Občan Kane od Orsona Wellese, který byl natočen roku 1941.

## Biografie

### Dětství
Narodil se roku 1863 v San Francisku. Jeho otec George Hearst byl milionář, který zbohatl vlastnictvím zlatého dolu. Jeho matkou byla Phoebe Apperson Hearst. Po otci měl skotské a po matce irské předky.
Navštěvoval výběrovou přípravnou školu Sv. Pavla ve městě Concord, New Hampshire, aby posléze roku 1885 nastoupil na Harvard University.

### Vydavatel
Roku 1887 po svém otci převzal vedení novin The San Francisco Examiner. V té době najal nejslavnější novináře (Ambrose Bierce, Mark Twain, Jack London), aby pro něj psali. Sám se nazval populistou a v novinách se soustředil na odhalování korupce a osočování významných společností, jichž byl sám často akcionářem.
V roce 1895 odkoupil krachující The New York Morning Journal a najal pro ně autory, jako byli Stephen Crane a Julian Hawthorne. V téže době rozpoutal obchodní válku s Josephem Pulitzerem, vydavatelem novin New York World, o prvenství v New Yorku. Brzy z New York World přetáhl Richarda F. Outcaulta průkopníka barevného komiksu, a posléze i zaměstnance celé nedělní přílohy. Jeho noviny se staly jedinými, které pod záštitou Williama Jenningse Bryana podléhaly Bimetalismu. Pro větší čtenost snížil cenu novin na pouhý cent a zavedl bulvární charakter, kterému se říká žlutá žurnalistika.
Jak rostly jeho politické ambice, rostlo i jeho impérium. Založil redakce ve městech Chicago, Los Angeles a Boston. Do 20. let 20. století vlastnil 28 novin. Nakonec obrátil pozornost i k vydávání magazínů, kdy vlastnil Cosmopolitan, Good Housekeeping, Town & Country a Harper's Bazaar. Roku 1924 začal vydávat bulvární noviny New York Daily Mirror, které měly za úkol imitovat Daily News.
V dvacátých letech také založil newyorskou radiovou stanici WINS. To vše začlenil do své mateřské společnosti Hearst Corporation. Jeho dalšími podniky byly tiskařský syndikát King Features Syndicate, filmová produkční společnost Cosmopolitan Productions a další. Také nakoupil tisíce akrů půdy v Kalifornii a Mexiku za účelem těžařství.
Roku 1929 byl sponzorem prvního letu kolem světa, který podnikla vzducholoď LZ 127 Graf Zeppelin. Dva měsíce poté však přišel krach na newyorské burze a následná Velká hospodářská krize zasáhla všechny jeho podniky, nejvíce však média. Řada lokálních novin přestala být vydávána, filmová společnost také zkrachovala. Hearst Corporation si nebyla schopna zajistit důvěru investorů a soud nařídil reorganizaci, při které Hearst ztratil svou vedoucí pozici a stal se podřízeným externího manažera.
Nová kladná čísla se objevila až po konci druhé světové války, ale to již byl Hearst příliš starý, zemřel na zástavu srdce roku 1951. Jeho společnost, kterou vybudoval, funguje dodnes jako vlivný soukromý mediální konglomerát.

## Politika
Byl dlouholetým členem Demokratické strany, za kterou byl dvakrát zvolen do Sněmovny reprezentantů. Neúspěšná ucházení se o post starosty města New York a guvernéra státu New York, ho vedla k založení "třetích stran" Strana nezávislosti a Liga obecního vlastnictví, které však obě fungovaly jen po jedno volební období, a to bez politického vlivu.
V 30. letech masivně podporoval kandidáta na prezidenta, a pozdějšího prezidenta, Franklina D. Roosevelta, a především jeho program New Deal.
Roku 1934 odjel do Německa pro interview s Adolfem Hitlerem, s kterým se skutečně setkal.

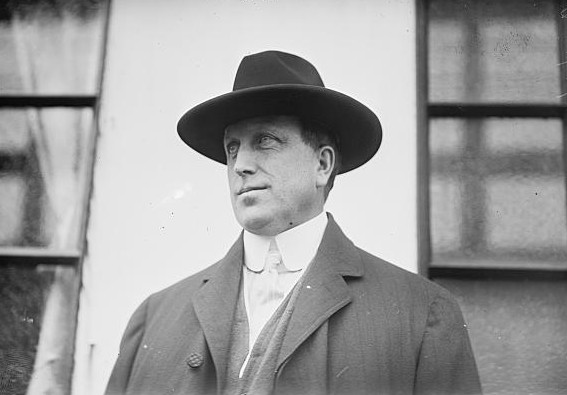
W. R. Hearst roku 1910.

## Osobní život
Oženil se roku 1903, kdy si vzal Millicent Veronicu Willson. S tou poté měli v letech 1904-1915 pět synů.
Své politické ambice si zhatil poté, co roku 1919 média odhalila jeho aférku s herečkou Marion Davies. Poté s ní otevřeně žil v Kalifornii, aniž by se rozvedl se svou manželkou.
Téhož roku započal výstavbu, nikdy nedokončeného, monumentálního komplexu známého jako Hearstův hrad, který má obytnou plochu okolo 8 500 m². Pozemek kolem domu má rozlohu 97 000 ha. Výstavba probíhala do roku 1947. Dům byl zaplněn starožitnostmi a uměleckými kousky z celého světa. V roce 1947 však komplex opustil a koupil si luxusní sídlo v Beverly Hills.